# Villanueva de Alcardete
Villanueva de Alcardete község Spanyolországban, Toledo tartományban. Villanueva de Alcardete Corral de Almaguer, Villamayor de Santiago, Los Hinojosos, Quintanar de la Orden és La Puebla de Almoradiel községekkel határos. Lakosainak száma 2963 fő (2024).

## Népesség
A település népessége az utóbbi években az alábbiak szerint változott:
| Lakosok száma | 3449 | 3589 | 3698 | 3783 | 3761 | 3553 | 3362 | 3250 | 3062 | 2963 |
|               | 2001 | 2004 | 2007 | 2009 | 2012 | 2014 | 2017 | 2019 | 2022 | 2024 |